# Рудня-Сидоровская
Рудня-Сидоровская (укр. Рудня-Сидорівська) — село, входит в Иванковский район Киевской области Украины.
Население по переписи 2001 года составляло 31 человек. Почтовый индекс — 07252. Телефонный код — 4591. Занимает площадь 0,7 км². Код КОАТУУ — 3222081603.

## Местный совет
07234, Київська обл., Іванківський р-н, с. Кропивня